# Alta Definição (programa de televisão)
Alta Definição é um programa televisivo da SIC conduzido por Daniel Oliveira em que semanalmente faz uma entrevista, numa abordagem intimista, a um convidado central.
As entrevistas são gravadas em alta definição, num local especial escolhido pelo entrevistado.
Cada programa pretende ser um retrato biográfico do convidado(a), que é desafiado(a) a apresentar-se sem maquilhagem, na sua mais pura essência.
O programa é emitido sábado ao início da tarde, a seguir ao Primeiro Jornal, na SIC.
Inicialmente Alta Definição era uma rubrica no programa Episódio Especial também emitido pela SIC ao sábado, mas, devido ao sucesso dessa rubrica, acabou por ser criado um programa com esse nome, podendo assim as entrevistas ter maior duração.
O programa tem como convidados pessoas bastante conhecidas do público, sendo personalidades portuguesas ou estrangeiras.

## Entrevistas
Nota: Entrevistas por ordem de transmissão (completas).

### 2009
Nota: Entrevistas realizadas ainda como rubrica do programa E-Especial
| Data                   | Convidados                | Observações                                 |
| ---------------------- | ------------------------- | ------------------------------------------- |
| 22 de julho de 2009    | Diana Chaves              | Atriz e apresentadora de televisão          |
| Data não divulgada     | Carolina Patrocínio       | Apresentadora de televisão                  |
| Data não divulgada     | São José Correia          | Atriz                                       |
| Data não divulgada     | Luciana Abreu             | Atriz, cantora e apresentadora de televisão |
| 12 de setembro de 2009 | Marco Horácio             | Humorista, ator e apresentador de televisão |
| 19 de setembro de 2009 | António Feio (†)          | Ator                                        |
| 26 de setembro de 2009 | Rita Pereira              | Atriz e apresentadora de televisão          |
| 3 de outubro de 2009   | João Manzarra             | Apresentador de televisão                   |
| 10 de outubro de 2009  | Cristiano Ronaldo         | Futebolista                                 |
| 17 de outubro de 2009  | Soraia Chaves             | Atriz                                       |
| 24 de outubro de 2009  | Cláudia Vieira            | Atriz e apresentadora de televisão          |
| 31 de outubro de 2009  | Diogo Morgado             | Ator                                        |
| 7 de novembro de 2009  | Carlos Queiroz            | Ator                                        |
| 14 de novembro de 2009 | José Rodrigues dos Santos | Jornalista e escritor                       |
| 21 de novembro de 2009 | Rui Veloso                | Cantor                                      |
| 28 de novembro de 2009 | Fátima Lopes (estilista)  | Estilista                                   |
| 5 de dezembro de 2009  | José Cid                  | Cantor                                      |
| 12 de dezembro de 2009 | Os Anjos (dupla musical)  | Dupla musical                               |
| 19 de dezembro de 2009 | Nuno Gomes                | Futebolista                                 |

### 2010
| Data                    | Convidados                   | Observações                                          |
| ----------------------- | ---------------------------- | ---------------------------------------------------- |
| 2 de janeiro de 2010    | Clara de Sousa               | Jornalista                                           |
| 9 de janeiro de 2010    | Daniela Ruah                 | Atriz e apresentadora de televisão                   |
| 16 de janeiro de 2010   | Ricardo Pereira              | Ator e apresentador de televisão                     |
| 23 de janeiro de 2010   | Oceana Basílio               | Atriz                                                |
| 30 de janeiro de 2010   | Abel Xavier                  | Futebolista                                          |
| 6 de fevereiro de 2010  | Roberta Medina               | Empresária                                           |
| 13 de fevereiro de 2010 | Diana Piedade e Filipe Pinto | Concorrentes do programa da SIC: "Idolos"            |
| 20 de fevereiro de 2010 | Manuel Moura dos Santos      | Crítico musical                                      |
| 27 de fevereiro de 2010 | Fátima Lopes                 | Apresentadora de televisão                           |
| 6 de março de 2010      | Victor de Sousa              | Ator                                                 |
| 13 de março de 2010     | Simone de Oliveira           | Atriz e cantora                                      |
| 20 de março de 2010     | José Pedro Gomes             | Ator                                                 |
| 27 de março de 2010     | Sílvia Rizzo                 | Atriz                                                |
| 3 de abril de 2010      | Nelson Évora                 | Campeão Olímpico Português                           |
| 10 de abril de 2010     | Pedro Abrunhosa              | Cantor                                               |
| 24 de abril de 2010     | Ana Bola                     | Atriz                                                |
| 1 de maio de 2010       | Rodrigo Hilbert              | Ator, apresentador de televisão, modelo e empresário |
| 8 de maio de 2010       | Maria João Abreu (†)         | Atriz                                                |
| 15 de maio de 2010      | David Luiz                   | Futebolista                                          |
| 22 de maio de 2010      | Bárbara Paz                  | Atriz e produtora                                    |
| 29 de maio de 2010      | Taís Araújo                  | Atriz                                                |
| 5 de junho de 2010      | César Mourão                 | Ator, apresentador de televisão e humorista          |
| 17 de julho de 2010     | Flávia Alessandra            | Atriz e advogada                                     |
| 24 de julho de 2010     | Carlos Cruz                  | Apresentador de televisão                            |
| 7 de agosto de 2010     | Vanessa Oliveira             | Apresentadora de televisão                           |
| 14 de agosto de 2010    | Maria Vieira                 | Atriz                                                |
| 21 de agosto de 2010    | José Figueiras               | Apresentador de televisão                            |
| 28 de agosto de 2010    | Ana Malhoa                   | Cantora                                              |
| 4 de setembro de 2010   | Diana Chaves                 | Atriz e apresentadora de televisão                   |
| 18 de setembro de 2010  | Virgílio Castelo             | Ator                                                 |
| 25 de setembro de 2010  | Lúcia Moniz                  | Atriz e cantora                                      |
| 2 de outubro de 2010    | Maria João Bastos            | Atriz                                                |
| 9 de outubro de 2010    | Susana Vieira                | Atriz                                                |
| 16 de outubro de 2010   | António Pedro Cerdeira       | Ator                                                 |
| 23 de outubro de 2010   | Paulo Bento                  | Treinador de futebol e ex- futebolista               |
| 30 de outubro de 2010   | Rita Blanco                  | Atriz                                                |
| 13 de novembro de 2010  | Jorge Gabriel                | Apresentador de televisão                            |
| 20 de novembro de 2010  | Fernando Mendes              | Ator e apresentador de televisão                     |
| 27 de novembro de 2010  | Nicolau Breyner (†)          | Ator                                                 |
| 4 de dezembro de 2010   | Maria Rueff                  | Atriz                                                |
| 11 de dezembro de 2010  | Pedro Boucherie Mendes       | Jornalista                                           |
| 18 de dezembro de 2010  | Artur Agostinho (†)          | Ator, jornalista, radialista e escritor              |

### 2011
| Data                    | Convidados                                 | Observações |
| ----------------------- | ------------------------------------------ | --- |
| 8 de janeiro de 2011    | Pedro Mourinho                             | Jornalista |
| 15 de janeiro de 2011   | José Raposo                                | Ator |
| 22 de janeiro de 2011   | Rouxinol Faduncho                          | Personagem de Marco Horácio                                                                                        |
| 29 de janeiro de 2011   | Manuela Moura Guedes                       | Jornalista |
| 5 de fevereiro de 2011  | Joaquim de Almeida                         | Ator |
| 12 de fevereiro de 2011 | Eunice Muñoz (†)                           | Atriz |
| 19 de fevereiro de 2011 | Joana Santos                               | Atriz |
| 26 de fevereiro de 2011 | Zé Diogo Quintela                          | Humorista |
| 5 de março de 2011      | Bárbara Guimarães                          | Apresentadora de televisão                                                                                         |
| 12 de março de 2011     | Júlia Pinheiro                             | Apresentadora de televisão                                                                                         |
| 19 de março de 2011     | João Ricardo (†)                           | Ator |
| 2 de abril de 2011      | Ruy de Carvalho                            | Ator |
| 9 de abril de 2011      | Nucha                                      | Cantora |
| 23 de abril de 2011     | João Baião                                 | Ator e apresentador de televisão                                                                                   |
| 30 de abril de 2011     | Marina Mota                                | Atriz |
| 7 de maio de 2011       | Jel                                        | Humorista |
| 14 de maio de 2011      | Paulo Futre                                | Futebolista |
| 21 de maio de 2011      | Rita Guerra                                | Cantora |
| 28 de maio de 2011      | Luís Esparteiro                            | Ator |
| 11 de junho de 2011     | Quim Barreiros                             | Cantor |
| 18 de junho de 2011     | Margarida Carpinteiro                      | Atriz |
| 25 de junho de 2011     | Joaquim Monchique                          | Ator |
| 2 de julho de 2011      | Camilo de Oliveira (†)                     | Ator |
| 9 de julho de 2011      | Nilton                                     | Humorista |
| 16 de julho de 2011     | Rui Reininho                               | Cantor |
| 23 de julho de 2011     | Dânia Neto                                 | Atriz |
| 30 de julho de 2011     | Rui Barros                                 | Futebolista e treinador de futebol                                                                                 |
| 6 de agosto de 2011     | Roberto Leal (†)                           | Cantor |
| 13 de agosto de 2011    | Mário Daniel                               | Mágico |
| 20 de agosto de 2011    | Pedro Granger                              | Ator e apresentador de televisão                                                                                   |
| 27 de agosto de 2011    | Carla Andrino                              | Atriz |
| 3 de setembro de 2011   | Filipe La Féria                            | Encenador e dramaturgo                                                                                             |
| 10 de setembro de 2011  | Luís Costa Ribas (Especial 11 de Setembro) | |
| 24 de setembro de 2011  | Daniel Oliveira                            | Apresentador de televisão, escritor e atual diretor de programas da SIC. (Entrevista conduzida por Clara de Sousa) |
| 1 de outubro de 2011    | Zé Pedro (†)                               | Músico, guitarrista e fundador da banda Xutos & Pontapés                                                           |
| 8 de outubro de 2011    | Nani                                       | Futebolista |
| 22 de outubro de 2011   | Maya                                       | Apresentadora de televisão e taróloga                                                                              |
| 5 de novembro de 2011   | José Hermano Saraiva (†)                   | Historiador |
| 12 de novembro de 2011  | Nuno Markl                                 | Ator, humorista, radialista e apresentador de televisão                                                            |
| 19 de novembro de 2011  | Jerónimo de Sousa                          | Secretário-geral do Partido Comunista Português entre 2004 e 2022                                                  |
| 26 de novembro de 2011  | Jorge Palma                                | Cantor, compositor e pianista                                                                                      |
| 3 de dezembro de 2011   | António Costa                              | Primeiro-Ministro de Portugal de 2015 a 2024                                                                       |
| 10 de dezembro de 2011  | Luís de Matos                              | Mágico |

### 2012
| Data                    | Convidados               | Observações |
| ----------------------- | ------------------------ | --- |
| 7 de janeiro de 2012    | Júlio Magalhães          | Jornalista |
| 14 de janeiro de 2012   | Ana Zanatti              | Atriz, escritora e apresentadora de televisão                                                                                                   |
| 21 de janeiro de 2012   | Adelaide Ferreira        | Cantora |
| 28 de janeiro ds 2012   | Manuel Cavaco            | Ator |
| 4 de fevereiro de 2012  | Sara Tavares (†)         | Cantora e compositora |
| 11 de fevereiro de 2012 | Rita Ferro Rodrigues     | Jornalista e apresentadora de televisão |
| 18 de fevereiro de 2012 | Fernando Alvim           | Apresentador de televisão e radialista |
| 25 de fevereiro de 2012 | Eusébio (†)              | Futebolista |
| 3 de março de 2012      | Miguel Sousa Tavares     | Jornalista, escritor e comentador político |
| 10 de março de 2012     | Andreia Rodrigues        | Apresentadora de televisão |
| 17 de março de 2012     | Rogério Samora (†)       | Ator |
| 24 de março de 2012     | David Fonseca            | Cantor e compositor |
| 31 de março de 2012     | Dalila Carmo             | Atriz |
| 7 de abril de 2012      | Paulo de Carvalho        | Cantor e compositor |
| 14 de abril de 2012     | Helena Laureano          | Atriz |
| 5 de maio de 2012       | Helena Sacadura Cabral   | Economista e escritora |
| 12 de maio de 2012      | Carlos do Carmo (†)      | Fadista |
| 19 de maio de 2012      | Toy                      | Cantor |
| 26 de abril de 2012     | Vítor Norte              | Ator |
| 2 de junho de 2012      | João Paulo Rodrigues     | Ator, humorista e apresentador de televisão |
| 9 de junho de 2012      | Cristiano Ronaldo        | Futebolista |
| 16 de junho de 2012     | João Moutinho            | Futebolista |
| 23 de junho de 2012     | Pepe                     | Futebolista |
| 7 de julho de 2012      | Lídia Franco             | Atriz |
| 14 de julho de 2012     | Lilia Cabral             | Atriz |
| 28 de julho de 2012     | Ricardo Carriço          | Ator e cantor |
| 4 de agosto de 2012     | Fernando Pereira         | Cantor |
| 11 de agosto de 2012    | Tânia Ribas de Oliveira  | Apresentadora de televisão |
| 18 de agosto de 2012    | Miguel Ângelo            | Cantor e escritor |
| 25 de agosto de 2012    | Júlio César              | Ator |
| 1 de setembro de 2012   | Custódia Gallego         | Atriz |
| 8 de setembro de 2012   | Guilherme Filipe         | Ator |
| 29 de setembro de 2012  | Maria João Ruela         | Jornalista |
| 6 de outubro de 2012    | Francisco Pinto Balsemão | Primeiro-Ministro de Portugal entre janeiro de 1981 e junho de 1983 e atual Presidente do Conselho de Administração e chairman do Grupo Impresa |
| 13 de outubro de 2012   | Maria Elisa Domingues    | Jornalista |
| 20 de outubro de 2012   | António Sala             | Apresentador de televisão e radialista |
| 3 de novembro de 2012   | Paulo Gonzo              | Cantor |
| 10 de novembro de 2012  | Ana Moura                | Fadista |
| 17 de novembro de 2012  | José Gomes Ferreira      | Jornalista |
| 24 de novembro de 2012  | Rui Mendes               | Ator |
| 1 de dezembro de 2012   | Maria Barroso (†)        | Atriz e Primeira-dama de Portugal entre 1986 e 1996 (mulher de Mário Soares)                                                                    |
| 8 de dezembro de 2012   | Júlio Isidro             | Apresentador de televisão |
| 15 de dezembro de 2012  | Paulo Camacho            | Jornalista |

### 2013
| Data                    | Convidados                       | Observações                                         |
| ----------------------- | -------------------------------- | --------------------------------------------------- |
| 5 de janeiro de 2013    | Ricardo Costa                    | Jornalista                                          |
| 12 de janeiro de 2013   | Tony Carreira                    | Cantor                                              |
| 19 de janeiro de 2013   | Mateus Solano                    | Ator                                                |
| 26 de janeiro de 2013   | Joana Ribeiro                    | Atriz                                               |
| 2 de fevereiro de 2013  | Sandra Barata Belo               | Atriz                                               |
| 9 de fevereiro de 2013  | Rodrigo Guedes de Carvalho       | Jornalista                                          |
| 16 de fevereiro de 2013 | Paula Neves                      | Atriz                                               |
| 23 de fevereiro de 2013 | Alexandre Borges                 | Ator                                                |
| 2 de março de 2013      | Assunção Cristas                 | Política                                            |
| 9 de março de 2013      | Sofia Carvalho                   | Jornalista e apresentadora de televisão             |
| 16 de março de 2013     | Luísa Castel-Branco              | Jornalista e apresentadora de televisão             |
| 23 de março de 2013     | Ana Lourenço                     | Jornalista e apresentadora de televisão             |
| 30 de março de 2013     | Carmen Dolores (†)               | Atriz e escritora                                   |
| 6 de abril de 2013      | Cauã Reymond                     | Atriz                                               |
| 13 de abril de 2013     | Inês Castel-Branco               | Atriz                                               |
| 20 de abril de 2013     | Francisco Menezes                | Humorista e apresentador de televisão               |
| 27 de abril de 2013     | Camané                           | Fadista                                             |
| 4 de maio de 2013       | Rita Ribeiro                     | Atriz e fadista                                     |
| 11 de maio de 2013      | Cristina Homem de Mello          | Atriz                                               |
| 18 de maio de 2013      | Luís Represas                    | Cantor                                              |
| 25 de maio de 2013      | António Victorino de Almeida (†) | Maestro                                             |
| 1 de junho de 2013      | Reynaldo Gianecchini             | Ator                                                |
| 8 de junho de 2013      | Pedro Santana Lopes              | Político                                            |
| 15 de junho de 2013     | Sónia Brazão                     | Atriz                                               |
| 22 de junho de 2013     | Sofia Sá da Bandeira             | Atriz                                               |
| 29 de junho de 2013     | Jorge Pina                       | Atleta paralímpico                                  |
| 6 de julho de 2013      | Christiane Torloni               | Atriz                                               |
| 13 de julho de 2013     | Joana Seixas                     | Atriz                                               |
| 20 de julho de 2013     | Marcello Novaes                  | Ator                                                |
| 27 de julho de 2013     | António José Conceição Oliveira  | Ex-futebolista                                      |
| 10 de agosto de 2013    | Quim Barreiros (repetição)       | Cantor                                              |
| 31 de agosto de 2013    | Eva Wilma (†)                    | Atriz e bailarina                                   |
| 7 de setembro de 2013   | César Mourão                     | Ator, apresentador de televisão e humorista         |
| 14 de setembro de 2013  | Daniela Ruah                     | Atriz e apresentadora de televisão                  |
| 21 de setembro de 2013  | Especial - Pensar Portugal       |                                                     |
| 12 de outubro de 2013   | Margarida Vila-Nova              | Atriz                                               |
| 26 de outubro de 2013   | Sónia Tavares                    | Cantora                                             |
| 2 de novembro de 2013   | José Sócrates                    | Primeiro-Ministro de Portugal entre 2005 e 2011     |
| 9 de novembro de 2013   | Marisa Liz                       | Cantora                                             |
| 16 de novembro de 2013  | João Perry                       | Ator                                                |
| 23 de novembro de 2013  | Sérgio Godinho                   | Cantor e compositor                                 |
| 30 de novembro de 2013  | Pedro Guedes e Ricardo Guedes    | Modelos                                             |
| 7 de dezembro de 2013   | Mariana Monteiro                 | Atriz                                               |
| 14 de dezembro de 2013  | Maria João Luís                  | Atriz                                               |
| 21 de dezembro de 2013  | Mário Zambujal                   | Jornalista e escritor                               |
| 28 de dezembro de 2013  | Herman José                      | Humorista, ator, apresentador de televisão e cantor |

### 2014
| Data                    | Convidados                     | Observações                                                                  |
| ----------------------- | ------------------------------ | ---------------------------------------------------------------------------- |
| 4 de janeiro de 2014    | André Sardet                   | Cantor                                                                       |
| 25 de janeiro de 2014   | Diogo Morgado                  | Ator                                                                         |
| 1 de fevereiro de 2014  | Miguel Guilherme               | Ator                                                                         |
| 8 de fevereiro de 2014  | Fernando Luís                  | Ator                                                                         |
| 15 de fevereiro de 2014 | Berg                           | Cantor                                                                       |
| 22 de fevereiro de 2014 | Hernâni Carvalho               | Jornalista, apresentador de televisão e escritor                             |
| 1 de março de 2014      | Jorge Corrula                  | Ator                                                                         |
| 15 de março de 2014     | Rita Ferro                     | Escritora                                                                    |
| 22 de março de 2014     | Henrique Cymerman              | Jornalista                                                                   |
| 29 de março de 2014     | Manuel Forjaz                  | Empresário                                                                   |
| 5 de abril de 2014      | Diogo Infante                  | Ator e encenador                                                             |
| 12 de abril de 2014     | Maria de Medeiros              | Atriz, cineasta e cantora                                                    |
| 19 de abril de 2014     | Otelo Saraiva de Carvalho (†)  | Militar, político e um dos protagonistas da Revolução de 25 de Abril de 1974 |
| 26 de abril de 2014     | São José Correia               | Atriz                                                                        |
| 3 de maio de 2014       | Adriana Calcanhotto            | Cantora                                                                      |
| 10 de maio de 2014      | Sofia Ribeiro                  | Atriz                                                                        |
| 17 de maio de 2014      | Manuel Marques                 | Humorista e ator                                                             |
| 24 de maio de 2014      | Miguel Veloso                  | Futebolista                                                                  |
| 31 de maio de 2014      | Fernando Soares Gomes da Silva | Vice-presidente da União das Associações Europeias de Futebol                |
| 7 de junho de 2014      | Luiz Felipe Scolari            | Ex-treinador de futebol e futebolista                                        |
| 14 de junho de 2014     | Raul Meireles                  | Futebolista                                                                  |
| 21 de junho de 2014     | Fábio Coentrão                 | Futebolista                                                                  |
| 28 de junho de 2014     | Serginho Groisman              | Apresentador de televisão                                                    |
| 4 de julho de 2014      | Luciano Huck                   | Apresentador de televisão                                                    |
| 12 de julho de 2014     | Ana Carolina                   | Cantora e compositora                                                        |
| 19 de julho de 2014     | Ana Marques                    | Apresentadora de televisão                                                   |
| 26 de julho de 2014     | Malvino Salvador               | Ator                                                                         |
| 2 de agosto de 2014     | Ricardo Diniz                  | Velejador                                                                    |
| 6 de setembro de 2014   | Antônio Fagundes               | Ator, produtor, diretor e roteirista                                         |
| 13 de setembro de 2014  | Paolla Oliveira                | Atriz                                                                        |
| 4 de outubro de 2014    | Carlos Cunha                   | Ator                                                                         |
| 11 de outubro de 2014   | Benedita Pereira               | Atriz                                                                        |
| 18 de outubro de 2014   | António Manuel Ribeiro         | Músico                                                                       |
| 25 de outubro de 2014   | Maria do Céu Guerra            | Atriz                                                                        |
| 1 de novembro de 2014   | Tony Ramos                     | Ator                                                                         |
| 8 de novembro de 2014   | Marinho e Pinto                | Advogado e político                                                          |
| 15 de novembro de 2014  | Carminho                       | Fadista                                                                      |
| 22 de novembro de 2014  | Helena Isabel                  | Atriz                                                                        |
| 29 de novembro de 2014  | Anselmo Ralph                  | Cantor                                                                       |
| 6 de dezembro de 2014   | Liliana Campos                 | Apresentadora de televisão                                                   |
| 13 de dezembro de 2014  | José de Abreu                  | Ator                                                                         |
| 20 de dezembro de 2014  | Diogo Valente (D8)             | Cantor                                                                       |

### 2015
| Data                    | Convidados                                                 | observações |
| ----------------------- | ---------------------------------------------------------- | --- |
| 10 de janeiro de 2015   | Dulce Pontes                                               | Cantora |
| 17 de janeiro de 2015   | José Fidalgo                                               | Ator |
| 24 de janeiro de 2015   | Gonçalo Diniz                                              | Ator |
| 31 de janeiro de 2015   | Daniela Mercury                                            | Cantora |
| 7 de fevereiro de 2015  | José Avillez                                               | Chefe |
| 21 de fevereiro de 2015 | António-Pedro Vasconcelos (†)                              | Realizador de cinema                                                                                                  |
| 7 de março de 2015      | Nuno Rogeiro                                               | Jornalista |
| 14 de março de 2015     | Iva Domingues                                              | Apresentadora de televisão                                                                                            |
| 21 de março de 2015     | Joaquín Cortés                                             | Bailarino de Flamenco e coreografo                                                                                    |
| 28 de março de 2015     | António Capelo                                             | Ator |
| 4 de abril de 2015      | Ana Brito e Cunha                                          | Atriz |
| 11 de abril de 2015     | Marco Silva                                                | Bailarino e coreógrafo                                                                                                |
| 18 de abril de 2015     | Pedro Ribeiro                                              | Radialista, apresentador de televisão e comentador desportivo                                                         |
| 25 de abril de 2015     | Manuel Alegre                                              | Escritor e político                                                                                                   |
| 2 de maio de 2015       | Bárbara Norton de Matos                                    | Atriz |
| 9 de maio de 2015       | Rui Rio                                                    | Presidente da Câmara Municipal do Porto de 2002 a 2012 e Presidente do Partido Social Democrata de 2018 a 2022        |
| 16 de maio de 2015      | Carlão                                                     | Cantor |
| 23 de maio de 2015      | Bernardo Pinto Coelho                                      | Escritor |
| 30 de maio de 2015      | Miguel Gameiro                                             | Vocalista fundador da banda musical Pólo Norte                                                                        |
| 6 de junho de 2015      | Henrique Feist                                             | Cantor, ator, bailarino e encenador                                                                                   |
| 13 de junho de 2015     | Catarina Furtado                                           | Apresentadora de televisão e atriz                                                                                    |
| 21 de junho de 2015     | Emanuel                                                    | Cantor |
| 27 de junho de 2015     | Marcelo Rebelo de Sousa                                    | Presidente da República Portuguesa                                                                                    |
| 4 de julho de 2015      | Cuca Roseta                                                | Fadista |
| 11 de julho de 2015     | Débora Monteiro                                            | Atriz e apresentadora de televisão                                                                                    |
| 18 de julho de 2015     | Marco Paulo(†)                                             | Cantor |
| 6 de setembro de 2015   | «Especial: Visita a Auschwitz», com Henrique Cymerman      | |
| 12 de setembro de 2015  | «Especial: 6 anos de programa»                             | |
| 19 de setembro de 2015  | Cláudia Vieira                                             | Atriz e apresentadora de televisão                                                                                    |
| 26 de setembro de 2015  | Lima Duarte                                                | Ator |
| 3 de outubro de 2015    | Paulo Rocha                                                | Ator |
| 10 de outubro de 2015   | José Carlos Pereira                                        | Ator e médico |
| 17 de outubro de 2015   | Maria de Belém Roseira                                     | Jurista e política |
| 24 de outubro de 2015   | Mickael Carreira                                           | Cantor |
| 31 de outubro de 2015   | Patrícia Tavares                                           | Atriz |
| 7 de novembro de 2015   | Tiago Bettencourt                                          | Cantor |
| 14 de novembro de 2015  | «Especial lançamento do livro Alta Definição - O Teu Olhar | |
| 21 de novembro de 2015  | Fernando Santos                                            | Ex-futebolista e treinador de futebol. Foi Selecionador nacional da Federação Portuguesa de Futebol entre 2014 e 2022 |
| 28 de novembro de 2015  | David Carreira                                             | Ator e cantor |
| 5 de dezembro de 2015   | Cláudio Ramos                                              | Apresentador de televisão                                                                                             |
| 12 e dezembro de 2015   | Sara Sampaio                                               | Modelo |
| 19 de dezembro de 2015  | «Especial Ano de 2015»                                     | |

### 2016
| Data                    | Convidados                                                   | Observações                                                                       |
| ----------------------- | ------------------------------------------------------------ | --------------------------------------------------------------------------------- |
| 9 de janeiro de 2016    | Paulo de Azevedo                                             | Atual líder do império empresarial Sonae (filho do empresário Belmiro de Azevedo) |
| 16 de janeiro de 2016   | Margarida Marinho                                            | Atriz                                                                             |
| 23 de janeiro de 2016   | Luís Borges                                                  | Modelo                                                                            |
| 30 de janeiro de 2016   | João Lagarto                                                 | Ator                                                                              |
| 6 de fevereiro de 2016  | Victoria Guerra                                              | Atriz                                                                             |
| 13 de fevereiro de 2016 | Vasco Palmeirim                                              | Apresentador de televisão e radialista                                            |
| 20 de fevereiro de 2016 | Marisa Matias                                                | Política, socióloga e eurodeputada                                                |
| 27 de fevereiro de 2016 | Sara Matos                                                   | Atriz e apresentadora de televisão                                                |
| 5 de março de 2016      | Io Appolloni                                                 | Atriz                                                                             |
| 12 de março de 2016     | João Reis                                                    | Ator                                                                              |
| 19 de março de 2016     | «Especial Dia do Pai»                                        |                                                                                   |
| 26 de março de 2016     | Agir                                                         | Cantor, compositor (Filho de Paulo de Carvalho e Helena Isabel)                   |
| 2 de abril de 2016      | Regina Duarte                                                | Atriz e ex- Secretaria Especial da Cultura do Brasil                              |
| 9 de abril de 2016      | Aurea                                                        | Cantora, compositora e atriz                                                      |
| 16 de abril de 2016     | Luís Franco-Bastos                                           | Humorista                                                                         |
| 23 de abril de 2016     | João Sousa                                                   | Tenista                                                                           |
| 30 de abril de 2016     | Sofia Cerveira                                               | Apresentadora de televisão e atriz                                                |
| 7 de maio de 2016       | Mafalda Ribeiro                                              | Autora, cronista e interventiva na área da Inclusão social                        |
| 14 de maio de 2016      | Tim                                                          | Músico e membro da banda musical "Xutos & Pontapés"                               |
| 21 de maio de 2016      | Mariana Pacheco                                              | Atriz e cantora                                                                   |
| 28 de maio de 2016      | Rui Vitória                                                  | Ex-Futebolista e treinador de futebol                                             |
| 4 de junho de 2016      | Ricardo Quaresma                                             | Futebolista                                                                       |
| 11 de junho de 2016     | «Especial: Tony Carreira, David Carreira e Mickael Carreira» | Família Carreira                                                                  |
| 18 de junho de 2016     | «Especial: Tony Carreira, David Carreira e Mickael Carreira» | Família Carreira                                                                  |
| 25 de junho de 2016     | «Especial: Tony Carreira, David Carreira e Mickael Carreira» | Família Carreira                                                                  |
| 2 de julho de 2016      | Ágata                                                        | Cantora                                                                           |
| 16 de julho de 2016     | Eder                                                         | Futebolista                                                                       |
| 23 de julho de 2016     | Telma Monteiro                                               | Judoca                                                                            |
| 3 de setembro de 2016   | Rodrigo Lombardi                                             | Ator                                                                              |
| 10 de setembro de 2016  | «Especial 7.º Aniversário»                                   |                                                                                   |
| 17 de setembro de 2016  | Gonçalo Diniz                                                | Ator                                                                              |
| 24 de setembro de 2016  | Isabel Abreu                                                 | Atriz                                                                             |
| 1 de outubro de 2016    | Henri Castelli                                               | Ator                                                                              |
| 8 de outubro de 2016    | Patrícia Mamona                                              | Atleta e campeã europeia de Triplo salto                                          |
| 15 de outubro de 2016   | D.A.M.A                                                      | Banda de música                                                                   |
| 22 de outubro de 2016   | Salvador Martinha                                            | Humorista                                                                         |
| 29 de outubro de 2016   | José Pedro Gomes                                             | Ator                                                                              |
| 5 de novembro de 2016   | Manuela Maria                                                | Atriz                                                                             |
| 12 de novembro de 2016  | João Ricardo (†)                                             | Ator                                                                              |
| 19 de novembro de 2016  | José Mata                                                    | Atriz                                                                             |
| 26 de novembro de 2016  | António Zambujo                                              | Cantor                                                                            |
| 3 de dezembro de 2016   | Ricardo Araújo Pereira                                       | Humorista, cronista e comentador político                                         |
| 10 de dezembro de 2016  | Adrien Silva                                                 | Futebolista                                                                       |
| 17 de dezembro de 2016  | «Especial Ano de 2016»                                       |                                                                                   |

### 2017
| Data                    | Convidados                 | Observações                                                                                  |
| ----------------------- | -------------------------- | -------------------------------------------------------------------------------------------- |
| 7 de janeiro de 2017    | Raquel Tavares             | Fadista, apresentadora de televisão e atriz                                                  |
| 14 de janeiro de 2017   | Salvador Mendes de Almeida | Fundador e presidente da Associação Salvador                                                 |
| 21 de janeiro de 2017   | Vanessa Giácomo            | Atriz                                                                                        |
| 28 de janeiro de 2017   | Sofia Aparício             | Atriz e modelo                                                                               |
| 4 de fevereiro de 2017  | Cecília Henriques          | Atriz                                                                                        |
| 11 de fevereiro de 2017 | Joana Solnado              | Atriz                                                                                        |
| 18 de fevereiro de 2017 | Darko (Zé Manel)           | Cantor                                                                                       |
| 25 de fevereiro de 2017 | Ruy de Carvalho            | Ator                                                                                         |
| 4 de março de 2017      | Alexandra                  | Fadista                                                                                      |
| 11 de março de 2017     | Filipa Areosa              | Atriz                                                                                        |
| 18 de março de 2017     | Manuel Pinto Coelho        | Médico e autor                                                                               |
| 25 de março de 2017     | Gisela João                | Fadista                                                                                      |
| 1 de abril de 2017      | Diogo Piçarra              | Cantor                                                                                       |
| 8 de abril de 2017      | Mariana Ximenes            | Atriz                                                                                        |
| 15 de abril de 2017     | António Raminhos           | Humorista, ator e apresentador de televisão                                                  |
| 22 de abril de 2017     | Rodrigo Santoro            | Ator                                                                                         |
| 29 de abril de 2017     | Jorge Fernando             | Ator e diretor de televisão                                                                  |
| 6 de maio de 2017       | Salvador Sobral            | Cantor (vencedor do Festival Eurovisão da Canção 2017)                                       |
| 20 de maio de 2017      | Bento Rodrigues            | Jornalista                                                                                   |
| 27 de maio de 2017      | Luísa Sobral               | Cantora                                                                                      |
| 3 de junho de 2017      | Carlos Vidal               | Avô Cantigas                                                                                 |
| 10 de junho de 2017     | António Costa              | Primeiro-Ministro de Portugal de 2015 a 2024                                                 |
| 17 de junho de 2017     | Guilherme Leite            | Ator                                                                                         |
| 24 de junho de 2017     | Andreia Rodrigues          | Apresentadora de televisão                                                                   |
| 1 de julho de 2017      | Beatriz Frazão             | Atriz                                                                                        |
| 8 de julho de 2017      | João Gil                   | Guitarrista, compositor e um dos fundadores dos grupos musicais Trovante e Ala dos Namorados |
| 15 de julho de 2017     | Nuno Norte                 | Cantor                                                                                       |
| 22 de julho de 2017     | Thiago Lacerda             | Ator                                                                                         |
| 2 de setembro de 2017   | Alberta Marques Fernandes  | Jornalista                                                                                   |
| 9 de setembro de 2017   | Conceição Lino             | Jornalista e apresentadora de televisão                                                      |
| 16 de setembro de 2017  | «Especial 8.º Aniversário» |                                                                                              |
| 23 de setembro de 2017  | João Paulo Sousa           | Apresentador de televisão, radialista e ator                                                 |
| 30 de setembro de 2017  | Albano Jerónimo            | Ator                                                                                         |
| 7 de outubro de 2017    | Júlia Pinheiro             | Apresentadora de televisão                                                                   |
| 14 de outubro de 2017   | Marco Delgado              | Ator                                                                                         |
| 21 de outubro de 2017   | Francisco George           | Médico                                                                                       |
| 28 de setembro de 2017  | Miguel Araújo              | Cantor                                                                                       |
| 4 de novembro de 2017   | Luís Figo                  | Ex- futebolista                                                                              |
| 11 de novembro de 2017  | Diana Pereira              | Modelo e empresária                                                                          |
| 18 de novembro de 2017  | Jorge Jesus                | Treinador de futebol e ex-futebolista                                                        |
| 25 de novembro de 2017  | Carlos Areia               | Ator                                                                                         |
| 2 de dezembro de 2017   | Ana Bacalhau               | Cantora                                                                                      |
| 9 de dezembro de 2017   | Joana Latino               | Jornalista e comentadora                                                                     |
| 16 de dezembro de 2017  | «Especial Ano de 2017»     |                                                                                              |

### 2018
| Data                    | Convidados                 | Observações                                         |
| ----------------------- | -------------------------- | --------------------------------------------------- |
| 6 de janeiro de 2018    | João Baptista              | Ator                                                |
| 13 de janeiro de 2018   | Marcantonio Del Carlo      | Ator                                                |
| 20 de janeiro de 2018   | Paula Lobo Antunes         | Atriz                                               |
| 27 de janeiro de 2018   | Nuno Graciano(†)           | Apresentador de televisão                           |
| 3 de fevereiro de 2018  | Luís Aleluia (†)           | Ator                                                |
| 10 de fevereiro de 2018 | Marcos Caruso              | Ator e escritor                                     |
| 17 de fevereiro de 2018 | Rita Salema                | Atriz                                               |
| 24 de fevereiro de 2018 | Tozé Brito                 | Ator                                                |
| 3 de março de 2018      | Margarida Vila-Nova        | Atriz                                               |
| 10 de março de 2018     | Tony Carreira              | Cantor                                              |
| 17 de março de 2018     | Lourdes Norberto           | Atriz                                               |
| 24 de março de 2018     | Cristina Caras Lindas      | Apresentadora de televisão                          |
| 31 de março de 2018     | Fernando Tordo             | Cantor e compositor                                 |
| 7 de abril de 2018      | Diogo Amaral               | Ator                                                |
| 14 de abril de 2018     | André Silva                | Futebolista                                         |
| 21 de abril de 2018     | Eládio Clímaco             | Apresentador de televisão                           |
| 28 de abril de 2018     | Luciana Abreu              | Cantora, atriz e apresentadora de televisão         |
| 5 de maio de 2018       | Rebeca                     | Cantora                                             |
| 12 de maio de 2018      | Carolina Deslandes         | Cantora e compositora                               |
| 26 de maio de 2018      | José Cid                   | Cantor                                              |
| 2 de junho de 2018      | Sara Norte                 | Atriz                                               |
| 9 de junho de 2018      | Ljubomir Stanisic          | Chefe de cozinha                                    |
| 23 de junho de 2018     | Mónica Sintra              | Cantora                                             |
| 7 de julho de 2018      | José Malhoa                | Cantor                                              |
| 14 de julho de 2018     | Fernando Rocha             | Humorista                                           |
| 21 de julho de 2018     | Leandro                    | Cantor                                              |
| 28 de julho de 2018     | João Paulo Rodrigues       | Humorista, ator, cantor e apresentador de televisão |
| 8 de setembro de 2018   | «Especial 9.º Aniversário» |                                                     |
| 15 de setembro de 2018  | Marco Horácio              | Humorista, ator e apresentador de televisão         |
| 22 de setembro de 2018  | António Cordeiro (†)       | Ator                                                |
| 29 de setembro de 2018  | Afonso Pimentel            | Ator                                                |
| 6 de outubro de 2018    | Juliana Paes               | Atriz                                               |
| 13 de outubro de 2018   | Sharam Diniz               | Atriz e modelo                                      |
| 20 de outubro de 2018   | Diana Chaves               | Atriz e apresentadora de televisão                  |
| 27 de outubro de 2018   | Matias Damásio             | Cantor                                              |
| 3 de novembro de 2018   | Soraia Chaves              | Atriz                                               |
| 10 de novembro de 2018  | Ricardo Ribeiro            | Fadista                                             |
| 17 de novembro de 2018  | Melânia Gomes              | Atriz e apresentadora de televisão                  |
| 24 de novembro de 2018  | Carlos Daniel              | Jornalista                                          |
| 1 de dezembro de 2018   | Cris Carvalho              | Especialista do programa "Casados à Primeira Vista" |
| 8 de dezembro de 2018   | Madalena Almeida           | Atriz                                               |
| 15 de dezembro de 2018  | «Especial Ano de 2018»     |                                                     |

### 2019
| Data                    | Convidados                   | Observações |
| ----------------------- | ---------------------------- | --- |
| 5 de janeiro de 2019    | Cristina Ferreira            | Apresentadora de televisão, empresária e atual diretora de ficção e entretenimento da TVI                                                                     |
| 12 de janeiro de 2019   | Pêpê Rapazote                | Ator |
| 19 de janeiro de 2019   | Maria Botelho Moniz          | Apresentadora de televisão e atriz |
| 26 de janeiro de 2019   | Manuela Couto                | Atriz |
| 2 de fevereiro de 2019  | Eduardo Madeira              | Humorista e ator |
| 9 de fevereiro de 2019  | João Baião                   | Ator e apresentador de televisão |
| 16 de fevereiro de 2019 | João Jesus                   | Ator |
| 23 de fevereiro de 2019 | Quim Barreiros               | Cantor |
| 2 de março de 2019      | Aldo Lima                    | Ator |
| 9 de março de 2019      | Lia Gama                     | Atriz |
| 16 de março de 2019     | Rui Luís Brás                | Ator |
| 23 de março de 2019     | Betty Faria                  | Atriz |
| 30 de março de 2019     | João Catarré                 | Ator |
| 6 de abril de 2019      | Doutor Almeida Nunes         | Médico |
| 13 de abril de 2019     | Cláudia Raia                 | Atriz e produtora teatral |
| 20 de abril de 2019     | Miguel Costa                 | Ator e apresentador de televisão |
| 27 de abril de 2019     | Hernâni Carvalho             | Jornalista, escritor e apresentador de televisão |
| 4 de maio de 2019       | Joana Santos                 | Atriz |
| 11 de maio de 2019      | António Teixeira             | Inspetor da Polícia Judiciária e comentador de crónicas criminais de televisão, tais como, Você na TV! (TVI), O Programa da Cristina (SIC) e Dois às 10 (TVI) |
| 18 de maio de 2019      | Conan Osiris                 | Cantor |
| 25 de maio de 2019      | Maria João Abreu (†)         | Atriz |
| 1 de junho de 2019      | Isabela Valadeiro            | Atriz |
| 8 de junho de 2019      | Ângelo Rodrigues             | Ator |
| 15 de junho de 2019     | Ana Bustorff                 | Atriz |
| 22 de junho de 2019     | Ana Guiomar                  | Atriz e apresentadora de televisão |
| 29 de junho de 2019     | Cláudia Vieira               | Atriz e apresentadora de televisão |
| 6 de julho de 2019      | Rui Patrício                 | Futebolista |
| 13 de julho de 2023     | Rosa do Canto                | Atriz |
| 20 de julho de 2019     | Pedro Laginha                | Ator e cantor |
| 27 de julho de 2019     | Carolina Carvalho            | Atriz |
| 3 de agosto de 2019     | Manuela Maria                | Atriz |
| 10 de agosto de 2019    | Fernando Rocha (Repetição)   | Humorista e apresentador de televisão |
| 17 de agosto de 2019    | António Raminhos             | Humorista, ator e apresentador de televisão |
| 24 de agosto de 2019    | Família Carreira             | |
| 7 de setembro de 2019   | Carolina Loureiro            | Atriz e apresentadora de televisão |
| 14 de setembro de 2019  | José Raposo                  | Ator |
| 28 de setembro de 2019  | Luísa Cruz                   | Atriz |
| 5 de outubro de 2019    | Especial 10.º Aniversário    | |
| 12 de outubro de 2019   | Marcelo Rebelo de Sousa      | Presidente da República Portuguesa |
| 18 de outubro de 2019   | «O Que Dizem Os Teus Olhos?» | |
| 26 de outubro de 2019   | Vera Holtz                   | Atriz |
| 2 de novembro de 2019   | Márcia Breia                 | Atriz |
| 9 de novembro de 2019   | Noémia Costa                 | Atriz |
| 15 de novembro de 2019  | Renato Godinho               | Ator |
| 23 de novembro de 2019  | Isabel Ruth                  | Atriz |
| 30 de novembro de 2019  | Nelson Rosado                | Cantor |
| 7 de dezembro de 2019   | Bruno Nogueira               | Humorista, ator e apresentador de televisão |
| 14 de dezembro de 2019  | Especial 2019                | |

### 2020
| Data                    | Convidados                             | Observações                                 |
| ----------------------- | -------------------------------------- | ------------------------------------------- |
| 4 de janeiro de 2020    | Ricardo Araújo Pereira                 | Humorista, cronista e comentador político   |
| 11 de janeiro de 2020   | Guilherme Moura                        | Ator                                        |
| 18 de janeiro de 2020   | Mariana Monteiro                       | Atriz                                       |
| 25 de janeiro de 2020   | Pedro Barroso                          | Ator                                        |
| 1 de fevereiro de 2020  | António Fonseca                        | Ator                                        |
| 8 de fevereiro de 2020  | Rita Loureiro                          | Atriz                                       |
| 15 de fevereiro de 2020 | Filomena Cautela                       | Atriz e apresentadora de televisão          |
| 22 de fevereiro de 2020 | António Calvário                       | Cantor                                      |
| 29 de fevereiro de 2020 | Especial 500 Emissões                  |                                             |
| 7 de março de 2020      | Bárbara Guimarães                      | Apresentadora de televisão                  |
| 14 de março de 2020     | José Luís Borga                        | Padre e cantor de músicas religiosas        |
| 21 de março de 2020     | Rodrigo Guedes de Carvalho (repetição) | Jornalista                                  |
| 28 de março de 2020     | Bento Rodrigues (repetição)            | Jornalista                                  |
| 4 de abril de 2020      | Carolina Loureiro (repetição)          | Atriz e apresentadora de televisão          |
| 18 de abril de 2020     | Afonso Pimentel (repetição)            | Ator                                        |
| 25 de abril de 2020     | João Catarré (repetição)               | Ator                                        |
| 2 de maio de 2020       | Quim Barreiros (repetição)             | Cantor                                      |
| 9 de maio de 2020       | Ljubomir Stanisic (repetição)          | Chefe de cozinha                            |
| 6 de junho de 2020      | Bruno Nogueira (repetição)             | Humorista, ator e apresentador de televisão |
| 27 de junho de 2020     | Albano Jerónimo (repetição)            | Ator                                        |
| 4 de julho de 2020      | Nel Monteiro                           | Cantor                                      |
| 11 de julho de 2020     | Tiago Teotónio Pereira                 | Ator                                        |
| 18 de julho de 2020     | Alexandra Lencastre                    | Atriz e apresentadora de televisão          |
| 25 de julho de 2020     | Jorge Jesus (repetição)                | Treinador de futebol e ex-futebolista       |
| 1 de agosto de 2020     | Homenagem a António Feio (†)           | Ator                                        |
| 8 de agosto de 2020     | Tiago Aldeia                           | Ator                                        |
| 15 de agosto de 2020    | Manuela Couto (Repetição)              | Atriz                                       |
| 29 de agosto de 2020    | Juliana Paes (Repetição)               | Atriz                                       |
| 5 de setembro de 2020   | Laura Dutra                            | Atriz                                       |
| 12 de setembro de 2020  | Especial 12.º Aniversário              |                                             |
| 19 de setembro de 2020  | João Maneira                           | Ator                                        |
| 26 de setembro de 2020  | Igor Regalla                           | Ator                                        |
| 3 de outubro de 2020    | Catarina Gouveia                       | Atriz                                       |
| 10 de outubro de 2020   | Júlia Palha                            | Atriz                                       |
| 17 de outubro de 2020   | Rita Lello                             | Atriz                                       |
| 24 de outubro de 2020   | Tomás Andrade                          | Ator                                        |
| 31 de outubro de 2020   | Bruna Quintas                          | Atriz                                       |
| 7 de novembro de 2020   | Micaela                                | Cantora                                     |
| 14 de novembro de 2020  | Diogo Valsassina                       | Ator                                        |
| 28 de novembro de 2020  | Miguel Oliveira                        | Piloto de motociclismo                      |
| 5 de dezembro de 2020   | Carolina Carvalho                      | Atriz                                       |
| 12 de dezembro de 2020  | Noémia Costa (repetição)               | Atriz                                       |
| 18 de dezembro de 2020  | Especial 2020                          |                                             |

### 2021
| Data                    | Convidados                       | Observações |
| ----------------------- | -------------------------------- | --- |
| 2 de janeiro de 2021    | Marco Paulo (†)                  | Cantor |
| 9 de janeiro de 2021    | Filipa Nascimento                | Atriz |
| 16 de janeiro de 2021   | Joana Aguiar                     | Atriz |
| 23 de janeiro de 2021   | Vera Kolodzig                    | Atriz |
| 6 de fevereiro de 2021  | Rui Santos                       | Jornalista |
| 13 de fevereiro de 2021 | Pedro Carvalho                   | Ator |
| 20 de fevereiro de 2021 | Sofia Arruda                     | Atriz e apresentadora de televisão                                                                                          |
| 27 de fevereiro de 2021 | Xana Abreu                       | Cantora, atriz e artista plástica                                                                                           |
| 6 de março de 2021      | Natalina José                    | Atriz |
| 13 de março de 2021     | Ana Marta Ferreira               | Atriz |
| 20 de março de 2021     | João Moleira                     | Jornalista |
| 27 de março de 2021     | Doutor Almeida Nunes (repetição) | Médico |
| 3 de abril de 2021      | Luís Marques Mendes              | Político e comentador político                                                                                              |
| 10 de abril de 2021     | Jessica Athayde                  | Atriz |
| 24 de abril de 2021     | Joana Pais de Brito              | Atriz e humorista |
| 1 de maio de 2021       | Almeno Gonçalves                 | Ator e encenador |
| 8 de maio de 2021       | João Mota                        | Ator |
| 15 de maio de 2021      | Homenagem a Maria João Abreu (†) | Homenagem pela morte da atriz                                                                                               |
| 22 de maio de 2021      | António Camelier                 | Ator |
| 29 de maio de 2021      | Rui Patrício                     | Futebolista |
| 5 de junho de 2021      | António Pedro Cerdeira           | Ator |
| 12 de junho de 2021     | Isabel Silva                     | Apresentadora de televisão                                                                                                  |
| 19 de junho de 2021     | Emanuel                          | Cantor |
| 26 de junho de 2021     | Io Appolloni                     | Atriz |
| 3 de julho de 2021      | Augusto Canário                  | Cantor |
| 10 de julho de 2021     | Vítor Silva Costa                | Ator |
| 17 de julho de 2021     | Sérgio Rosado                    | Cantor |
| 31 de julho de 2021     | Rosinha                          | Cantora |
| 7 de agosto de 2021     | Patrícia Mamona                  | Atleta e campeã europeia de Triplo salto                                                                                    |
| 14 de agosto de 2021    | Nel Monteiro                     | Cantor |
| 21 de agosto de 2021    | Tiago Aldeia                     | Ator |
| 28 de agosto de 2021    | José Luís Borga (repetição)      | Padre e cantor de músicas religiosas                                                                                        |
| 4 de setembro de 2021   | Paulo Rangel                     | Político e eurodeputado |
| 11 de setembro de 2021  | Especial 13.º Aniversário        | |
| 18 de setembro de 2021  | Antônio Fagundes                 | Ator, produtor,diretor e roteirista                                                                                         |
| 25 de setembro de 2021  | Francisco Pinto Balsemão         | Primeiro-Ministro de Portugal entre 1981 e 1983 e atual Presidente do Conselho de Administração e chairman do Grupo Impresa |
| 2 de outubro de 2021    | Clara de Sousa                   | Jornalista |
| 9 de outubro de 2021    | Lourenço Ortigão                 | Ator |
| 16 de outubro de 2021   | João de Carvalho                 | Ator |
| 23 de outubro de 2021   | Joana Marques                    | Humorista, apresentadora de televisão e radialista                                                                          |
| 30 de outubro de 2021   | Lilia Cabral (repetição)         | Atriz |
| 6 de novembro de 2021   | Fernando Daniel                  | Cantor |
| 13 de novembro de 2021  | Vera Moura                       | Atriz |
| 20 de novembro de 2021  | Tony Ramos (repetição)           | Ator |
| 27 de novembro de 2021  | Rui Nabeiro (†)                  | Empresário e político. Foi fundador do Grupo Delta Cafés e Presidente da Câmara Municipal de Campo Maior                    |
| 4 de dezembro de 2021   | Henrique Gouveia e Melo          | Ex-almirante da Marinha Portuguesa                                                                                          |
| 11 de dezembro de 2021  | Fátima Lopes                     | Apresentadora de televisão                                                                                                  |
| 18 de dezembro de 2021  | Especial 2022                    | |

### 2022
| Data                    | Convidados                      | Observações                                                                                              |
| ----------------------- | ------------------------------- | --- |
| 8 de janeiro de 2022    | Vitorino Silva                  | Político                                                                                                 |
| 15 de janeiro de 2022   | Ricardo Raposo                  | Ator |
| 22 de janeiro de 2022   | Luana Piovani                   | Atriz e apresentadora de televisão                                                                       |
| 29 de janeiro de 2022   | Matay                           | Cantor                                                                                                   |
| 5 de fevereiro de 2022  | Romana                          | Cantora                                                                                                  |
| 12 de fevereiro de 2022 | Florbela Queiroz                | Atriz |
| 19 de fevereiro de 2022 | Sofia Alves                     | Atriz |
| 26 de fevereiro de 2022 | Ivo Lucas                       | Ator, cantor e compositor                                                                                |
| 5 de março de 2022      | Filipa Areosa                   | Atriz |
| 12 de março de 2022     | Diogo Martins                   | Ator |
| 26 de março de 2022     | Bruno Cabrerizo                 | Ator e apresentador de televisão                                                                         |
| 2 de abril de 2022      | Maria Emília Correia            | Atriz |
| 9 de abril de 2022      | Sara Matos                      | Atriz e apresentadora de televisão                                                                       |
| 16 de abril de 2022     | Homenagem a Eunice Muñoz (†)    | Homenagem pela morte da atriz                                                                            |
| 23 de abril de 2022     | Jorge Mourato                   | Ator |
| 30 de abril de 2022     | Sandra Faleiro                  | Atriz |
| 7 de maio de 2022       | Miguel Raposo                   | Ator |
| 14 de maio de 2022      | Alexandra Lencastre (Repetição) | Atriz e apresentadora de televisão                                                                       |
| 21 de maio de 2022      | Martim Sousa Tavares            | Maestro                                                                                                  |
| 28 de maio de 2022      | José Milhazes                   | Jornalista                                                                                               |
| 4 de junho de 2022      | Filipa Nascimento (repetição)   | Atriz |
| 11 de junho de 2022     | Rui Melo                        | Ator |
| 18 de junho de 2022     | Matilde Reymão                  | Atriz |
| 25 de junho de 2022     | Fernando Pires                  | Ator |
| 2 de julho de 2022      | Tatanka                         | Ator |
| 9 de julho de 2022      | Marante                         | Cantor                                                                                                   |
| 16 de julho de 2022     | Zé Amaro                        | Cantor                                                                                                   |
| 23 de julho de 2022     | Olivier da Costa                | Chefe |
| 30 de julho de 2022     | Quim Barreiros (repetição)      | Cantor                                                                                                   |
| 6 de agosto de 2022     | Rosinha (repetição)             | Cantora                                                                                                  |
| 13 de agosto de 2022    | Emanuel (repetição)             | Cantor                                                                                                   |
| 21 de agosto de 2022    | Augusto Canário (repetição)     | Cantor                                                                                                   |
| 27 de agosto de 2022    | Rui Nabeiro (repetição) (†)     | Empresário e político. Foi fundador do Grupo Delta Cafés e Presidente da Câmara Municipal de Campo Maior |
| 3 de setembro de 2022   | Nuno Pereira                    | Jornalista                                                                                               |
| 10 de setembro de 2022  | Fernando Rocha                  | Humorista, apresentador de televisão e ator                                                              |
| 17 de setembro de 2022  | Especial 14.º Aniversário       | |
| 24 de setembro de 2022  | Luís Alberto                    | Ator |
| 1 de outubro de 2022    | Deborah Secco                   | Atriz |
| 8 de outubro de 2022    | Marina Mota                     | Atriz |
| 16 de outubro de 2022   | Heitor Lourenço                 | Ator |
| 22 de outubro de 2022   | Maria João Pinho                | Atriz |
| 29 de outubro de 2022   | Lia Gama                        | Atriz |
| 5 de novembro de 2022   | Dino D'Santiago                 | Cantor, compositor e ativista                                                                            |
| 12 de novembro de 2022  | Ana Moura                       | Fadista                                                                                                  |
| 19 de novembro de 2022  | Sérgio Praia                    | Ator |
| 26 de novembro de 2022  | Anabela Moreira                 | Atriz |
| 3 de dezembro de 2022   | Micaela (repetição)             | Cantora                                                                                                  |
| 17 de dezembro de 2022  | As emoções do ano               | |

### 2023
| Data                    | Convidados                   | Observações                                                                     |
| ----------------------- | ---------------------------- | ------------------------------------------------------------------------------- |
| 7 de janeiro de 2023    | César Mourão                 | Ator, apresentador de televisão e humorista                                     |
| 14 de janeiro de 2023   | Sofia Ribeiro                | Atriz                                                                           |
| 21 de janeiro de 2023   | Marco Paulo(†)(repetição)    | Cantor                                                                          |
| 28 de janeiro de 2023   | Bárbara Branco               | Atriz                                                                           |
| 4 de fevereiro de 2023  | Francisco Froes              | Ator                                                                            |
| 11 de fevereiro de 2023 | Judite Sousa                 | Jornalista                                                                      |
| 18 de fevereiro de 2023 | Melão                        | Cantor                                                                          |
| 25 de fevereiro de 2023 | Ricardo Araújo Pereira       | Humorista, escritor e comentador político                                       |
| 4 de março de 2023      | Cristóvão Campos             | Ator                                                                            |
| 11 de março de 2023     | José Wallenstein             | Ator                                                                            |
| 18 de março de 2023     | Melânia Gomes                | Atriz e apresentadora de televisão                                              |
| 25 de março de 2023     | Marisa Liz                   | Cantora e compositora                                                           |
| 1 de abril de 2023      | Fátima Campos Ferreira       | Jornalista                                                                      |
| 8 de abril de 2023      | José Milhazes (repetição)    | Jornalista                                                                      |
| 15 de abril de 2023     | Daniela Ruah                 | Atriz e apresentadora de televisão                                              |
| 22 de abril de 2023     | João Manzarra                | Apresentador de televisão                                                       |
| 29 de abril de 2023     | Jorge Guerreiro              | Cantor                                                                          |
| 6 de maio de 2023       | Especial dia da mãe          |                                                                                 |
| 13 de maio de 2023      | Carolina Deslandes           | Cantora e compositora                                                           |
| 20 de maio de 2023      | Gilmário Vemba               | Ator, humorista e apresentador de televisão                                     |
| 27 de maio de 2023      | Filipe Matos                 | Ator                                                                            |
| 3 de junho de 2023      | Saul Ricardo                 | Cantor                                                                          |
| 10 de junho de 2023     | Débora Monteiro              | Atriz e apresentadora de televisão                                              |
| 17 de junho de 2023     | Iran Costa                   | Cantor                                                                          |
| 24 de junho de 2023     | Homenagem a Luís Aleluia (†) | Homenagem pela morte do ator                                                    |
| 1 de julho de 2023      | Marco Horácio                | Humorista, ator e apresentador de televisão                                     |
| 15 de julho de 2023     | José Reza                    | Cantor                                                                          |
| 22 de julho de 2023     | Luís Filipe Reis             | Cantor                                                                          |
| 29 de julho de 2023     | Márcia Breia (repetição)     | Atriz                                                                           |
| 5 de agosto de 2023     | Fernando Rocha (repetição)   | Humorista, apresentador de televisão e ator                                     |
| 12 de agosto de 2023    | Marante (repetição)          | Cantor                                                                          |
| 19 de agosto de 2023    | Zé Amaro (repetição)         | Cantor                                                                          |
| 26 de agosto de 2023    | Nuno Pereira (repetição)     | Jornalista                                                                      |
| 2 de setembro de 2023   | Inês Pires Tavares           | Atriz e cantora                                                                 |
| 9 de setembro de 2023   | Especial 14 anos             |                                                                                 |
| 16 de setembro de 2023  | Ângelo Rodrigues             | Ator                                                                            |
| 23 de setembro de 2023  | Carolina Carvalho            | Atriz                                                                           |
| 30 de setembro de 2023  | Luana Piovani (repetição)    | Atriz                                                                           |
| 7 de outubro de 2023    | João Baião                   | Ator e apresentador de televisão                                                |
| 14 de outubro de 2023   | Júlia Pinheiro               | Apresentadora de televisão                                                      |
| 21 de outubro de 2023   | Luísa Villar                 | Empresária e apresentadora de culinária (mãe de Salvador Sobral e Luísa Sobral) |
| 28 de outubro de 2023   | Ivo Lucas (repetição)        | Ator e cantor                                                                   |
| 4 de novembro de 2023   | Ana Garcia Martins           | Criadora de conteúdos digitais                                                  |
| 11 de novembro de 2023  | Luís Lourenço                | Ator                                                                            |
| 18 de novembro de 2023  | Mafalda Vilhena              | Atriz                                                                           |
| 25 de novembro de 2023  | Joana Marques (repetição)    | Humorista, apresentadora de televisão e radialista                              |
| 2 de dezembro de 2023   | Pedro Fernandes              | Apresentador de televisão e radialista                                          |
| 9 de dezembro de 2023   | Teresa Guilherme             | Apresentadora de televisão e atriz                                              |
| 16 de dezembro de 2023  | Ana Patrícia Carvalho        | Jornalista                                                                      |
| 30 de dezembro de 2023  | César Mourão (repetição)     | Ator, apresentador de televisão e humorista                                     |

### 2024
| Data                    | Convidados                         | Observações                                                                  |
| ----------------------- | ---------------------------------- | ---------------------------------------------------------------------------- |
| 6 de janeiro de 2024    | Aurea                              | Cantora, compositora e atriz                                                 |
| 13 de janeiro de 2024   | Cândido Costa                      | Ex-futebolista                                                               |
| 20 de janeiro de 2024   | João Catarré                       | Ator                                                                         |
| 27 de janeiro de 2024   | Sofia Ribeiro (repetição)          | Atriz                                                                        |
| 10 de fevereiro de 2024 | Luís Montenegro                    | Atual Presidente do Partido Social Democrata e Primeiro-Ministro de Portugal |
| 17 de fevereiro de 2024 | Pedro Nuno Santos                  | Atual Secretário-Geral do Partido Socialista                                 |
| 24 de fevereiro de 2024 | Ricardo Araújo Pereira (repetição) | Humorista, escritor e comentador político                                    |
| 2 de março de 2024      | Bernardo Ferrão                    | Jornalista                                                                   |
| 9 de março de 2024      | Pedro Hossi                        | Ator                                                                         |
| 16 de março de 2024     | Roberto Martínez                   | Atual selecionador nacional da Seleção Portuguesa de Futebol                 |
| 23 de março de 2024     | Bárbara Branco (repetição)         | Atriz                                                                        |
| 6 de abril de 2024      | Fernando Correia Marques           | Cantor                                                                       |
| 13 de abril de 2024     | Ana Varela                         | Atriz                                                                        |
| 20 de abril de 2024     | Jorge Nuno Pinto da Costa (†)      | Ex-Presidente do Futebol Clube do Porto                                      |
| 27 de abril de 2024     | Bárbara Tinoco                     | Cantora e compositora                                                        |
| 4 de maio de 2024       | Hélder Agapito                     | Ator                                                                         |
| 11 de maio de 2024      | Pedro Abrunhosa                    | Cantor e compositor                                                          |
| 18 de maio de 2024      | Júlia Palha (repetição)            | Atriz                                                                        |
| 25 de maio de 2024      | Romeu Costa                        | Ator                                                                         |
| 1 de junho de 2024      | Saul Ricardo (repetição)           | Cantor                                                                       |
| 8 de junho de 2024      | Frederico Varandas                 | Presidente do Sporting Clube de Portugal                                     |
| 15 de junho de 2024     | João Palhinha                      | Futebolista                                                                  |
| 22 de junho de 2024     | Bernardo Silva                     | Futebolista                                                                  |
| 29 de junho de 2024     | Clemente                           | Cantor                                                                       |
| 6 de julho de 2024      | Luís Filipe Reis (repetição)       | Cantor                                                                       |
| 13 de julho de 2024     | Sara Correia                       | Fadista                                                                      |
| 20 de julho de 2024     | Adriano Luz                        | Ator                                                                         |
| 27 de julho de 2024     | Custódia Gallego                   | Atriz                                                                        |
| 3 de agosto de 2024     | Rosinha (repetição)                | Cantora                                                                      |
| 10 de agosto de 2024    | Cândido Costa (repetição)          | Ex-futebolista                                                               |
| 17 de agosto qde 2024   | Nel Monteiro (repetição)           | Cantor                                                                       |
| 24 de agosto de 2024    | Iran Costa (repetição)             | Cantor                                                                       |
| 31 de agosto de 2024    | João Baião (repetição)             | Ator e apresentador de televisão                                             |
| 7 de setembro de 2024   | Salvador Sobral                    | Cantor (vencedor do Festival Eurovisão da Canção 2017)                       |
| 14 de setembro de 2024  | Herman José                        | Humorista, ator, apresentador de televisão e cantor                          |
| 21 de setembro de 2024  | Especial 15 Anos                   |                                                                              |
| 28 de setembro de 2024  | Ljubomir Stanisic                  | Chefe de cozinha                                                             |
| 5 de outubro de 2024    | Francisco Pedro Balsemão           | CEO do Grupo Impresa (filho de Francisco Pinto Balsemão)                     |
| 12 de outubro de 2024   | Marisa Cruz                        | Apresentadora de televisão e atriz                                           |
| 19 de outubro de 2024   | Leonor Belo                        | Atriz e bailarina portadora de Trissomia 21                                  |
| 2 de novembro de 2024   | Xanana Gusmão                      | Ex-presidente e atual primeiro-ministro de Timor-Leste                       |
| 9 de novembro de 2024   | Guilherme Geirinhas                | Humorista                                                                    |
| 16 de novembro de 2024  | Inês Lopes Gonçalves               | Apresentadora de televisão e radialista                                      |
| 23 de novembro de 2024  | Maria João Avillez                 | Escritora e jornalista                                                       |
| 30 de novembro de 2024  | Victoria Guerra                    | Atriz                                                                        |
| 7 de dezembro de 2024   | Marco Rodrigues                    | Fadista                                                                      |
| 14 de dezembro de 2024  | Calema                             | Irmãos Calema (Dupla musical)                                                |

### 2025
| Data                    | Convidados                                    | Observações                                                  |
| ----------------------- | --------------------------------------------- | ------------------------------------------------------------ |
| 4 de janeiro de 2025    | Nininho Vaz Maia                              | Cantor                                                       |
| 11 de janeiro de 2025   | Joana Ribeiro                                 | Atriz                                                        |
| 18 de janeiro de 2025   | Ana Sofia Martins                             | Atriz e apresentadora de televisão                           |
| 25 de janeiro de 2025   | Patrícia Tavares                              | Atriz                                                        |
| 1 de fevereiro de 2025  | Nelma Serpa Pinto                             | Jornalista                                                   |
| 8 de fevereiro de 2025  | Ana Galvão                                    | Radialista e apresentadora de televisão                      |
| 15 de fevereiro de 2025 | Anabela                                       | Cantora e atriz                                              |
| 22 de fevereiro de 2025 | Rui Santos                                    | Ator                                                         |
| 1 de março de 2025      | Jorge Corrula                                 | Ator                                                         |
| 8 de março de 2025      | Dânia Neto                                    | Atriz                                                        |
| 15 de março de 2025     | Paula Magalhães                               | Atriz                                                        |
| 22 de março de 2025     | Bruno de Carvalho                             | Ex-presidente do Sporting Clube de Portugal                  |
| 29 de março de 2025     | Rui Pedro Silva                               | Ator                                                         |
| 5 de abril de 2025      | Diogo Lopes                                   | Ator                                                         |
| 12 de abril de 2025     | Eduardo Torgal                                | Especialista do programa "Casados à Primeira Vista"          |
| 26 de abril de 2025     | Luana do Bem                                  | Humorista                                                    |
| 3 de maio de 2025       | Fábia Rebordão                                | Fadista                                                      |
| 10 de maio de 2025      | Iron Brothers (Pedro e Miguel Ferreira Pinto) | Embaixadores pela inclusão do desporto em Portugal           |
| 17 de maio de 2025      | Henrique Gouveia e Melo (repetição)           | Ex-almirante da Marinha Portuguesa                           |
| 24 de maio de 2025      | Cristina Oliveira                             | Atriz                                                        |
| 31 de maio de 2025      | Rui Borges                                    | Atual treinador do Sporting Clube de Portugal                |
| 7 de junho de 2025      | Carolina Patrocínio                           | Apresentadora de televisão                                   |
| 14 de junho de 2025     | Roberto Martínez (repetição)                  | Atual selecionador nacional da Seleção Portuguesa de Futebol |
| 21 de junho de 2025     | Carlos Moedas                                 | Político e atual Presidente da Câmara Municipal de Lisboa    |
| 28 de junho de 2025     | Pedro Gonçalves                               | Futebolista                                                  |
| 5 de julho de 2025      | Ricardo Castro                                | Ator                                                         |
| 12 de julho de 2025     | Carlos Lopes                                  | Campeão olímpico                                             |
| 19 de julho de 2025     | Rui Bandeira                                  | Cantor                                                       |
| 26 de julho de 2025     | José Alberto Reis                             | Cantor                                                       |
| 2 de agosto de 2025     | Isabel Silva (repetição)                      | Apresentadora de televisão                                   |
| 9 de agosto de 2025     | Débora Monteiro (repetição)                   | Atriz e apresentadora de televisão                           |
| 16 de agosto de 2025    | Clemente (repetição)                          | Cantor                                                       |

## Episódios e emissões especiais
Para além dos episódio com os convidados semanais houve também outos especiais:
- Compacto das entrevistas da rubrica "Alta Definição" no "Episódio especial";
- Melhores momentos do Alta Definição;
- Mundial de futebol;
- Homenagem a António Feio†;
- Alta Definição com apresentadores muito especiais (1 ano de programa);
- Homenagem a Artur Agostinho†;
- Depoimentos de personalidades sobre o melhor magazine da televisão;
- Homenagem a Simone de Oliveira (Num País chamado Simone);
- 11 de Setembro;
- 2.º aniversário do programa;
- A propósito do 2.º aniversário do programa, Daniel Oliveira passa de entrevistador a entrevistado, tendo a entrevista sido conduzida pela jornalista Clara de Sousa;
- Lançamento do livro "Alta Definição - O que dizem os teus olhos" com depoimentos das várias figuras públicas retratadas no livro;
- Homenagem a José Hermano Saraiva (antes do seu falecimento);
- O Melhor das entrevistas do Alta Definição em 2011;
- Alta Definição ganha prémio de melhor apresentador;
- Dia da Mãe com entrevista a Helena Sacadura Cabral (entrevista essa gravada antes da morte do seu filho, Miguel Portas);
- Os Incríveis da Selecção Nacional;
- Euro 2012;
- Euro 2012 - O Adeus Português (eliminação de Portugal no Euro 2012);
- Homenagem a José Hermano Saraiva† (após o seu falecimento);
- 3.º Aniversário do programa;
- Pensar Portugal (O Alta Definição dá eco às palavras dos artistas nacionais uma semana depois de 1 milhão de pessoas ter saído à rua para contestar as medidas de austeridade);
- Especial Melhores Momentos de 2013;
- Homenagem a Eusébio†;
- Homenagem a Cristiano Ronaldo - O melhor do mundo (2013);
- Especial Dia da Mulher (2014);
- Especial Mundial de Futebol 2014 1 (Inclui entrevistas feitas no Brasil a Fábio Coentrão, Ricardo Diniz e Luciano Huck);
- Especial Mundial de Futebol 2014 2 (Inclui entrevista feita no Brasil a Serginho Groisman);
- Especial Mundial de Futebol 2014 3 (Visita à tribo indígena Dassana, na Amazónia);
- Especial Mundial de Futebol 2014 4 - O Mundial de A a Z (Melhores momentos do Brasil 2014);
- Especial 5.º aniversário - Um Novo Olhar (Simone de Oliveira, Rita Guerra, Carla Andrino, Ricardo Carriço e Nuno Markl regressam ao programa);
- Especial Melhores Momentos de 2014;
- Especial Cristiano Ronaldo - Bola de Ouro 2014 (Valter Hugo Mãe, Afonso Cruz e Patrícia Reis escrevem sobre Cristiano Ronaldo);
- Especial Dia dos Namorados 2015;
- Especial 50 Anos da TV Globo;
- Especial Coração Português;
- Especial Emissão 300 – Visita a Auschwitz com Henrique Cymerman;
- Especial 6.º aniversário;
- Especial lançamento do livro "Alta Definição - Um Novo Olhar";
- Especial Melhores Momentos de 2015;
- Homenagem a Nicolau Breyner†;
- Especial Dia do Pai 2016;
- Homenagem a Camilo de Oliveira†;
- Especial 7.º aniversário;
- Especial 8.º aniversário;
- Homenagem a João Ricardo†;
- Homenagem a Zé Pedro†;
- Homenagem a Roberto Leal† (15 de setembro de 2019);
- Especial 500 emissões (29 de fevereiro de 2020);
- Homenagem a Maria João Abreu † (15 de maio de 2021);
- Homenagem a Eunice Muñoz † (16 de abril de 2022);
- Homenagem a Rui Nabeiro † (19 de março de 2023);
- Homenagem a Luís Aleluia† (24 de junho de 2023);
- Homenagem a Sara Tavares† (20 de novembro de 2023);
- Homenagem a Nuno Graciano† (7 de dezembro de 2023)
- Homenagem a Marco Paulo† (24 de outubro de 2024)
- Homenagem a Jorge Nuno Pinto da Costa† (15 de fevereiro de 2025)

## Prémios
Ganhou o prémio de Melhor Programa Social na 1.ª Gala dos Troféus TV 7 Dias de 2010 - relativa ao ano de 2009 - e em 2011 voltou a ganhar o mesmo prémio na 2.ª Gala.
Em 2012, Daniel Oliveira ganhou o prémio de Melhor Apresentador de Entretenimento nos Troféus TV 7 Dias de 2011.
Troféus de Televisão TV 7 Dias/Impala
| Ano  | Prémio                     | Resultado |
| ---- | -------------------------- | --------- |
| 2010 | Melhor Programa Social     | Venceu    |
| 2011 | Melhor Programa Social     | Venceu    |
| 2021 | Entretenimento - Talk Show | Venceu    |

## Livro
No dia 26 de Setembro de 2011 Daniel de Oliveira lançou um livro chamado "Alta Definição - O que dizem os teus olhos?", em que retrata 20 das figuras públicas entrevistadas: Artur Agostinho†, Bárbara Guimarães, Daniela Ruah, Quim Barreiros, Carlos Cruz, Júlia Pinheiro, Nicolau Breyner†, Rita Guerra, Oceana Basílio, Paulo Bento, Marco Horácio, Eunice Muñoz, Simone de Oliveira, Manuela Moura Guedes, Vítor de Sousa, Joaquim de Almeida, Clara de Sousa, Susana Vieira, João Ricardo e António Feio†.
Daniel Oliveira também lançou um livro cujo nome é "Alta Definição - A Verdade do Olhar". 